# Малиновоголовий манакін
Малиновоголовий манакін (Antilophia) — рід горобцеподібних птахів родини манакінових (Pipridae). Включає 2 види. Поширені переважно на плоскогір'ях внутрішніх районів Бразилії та прикордонних районах Парагваю та Болівії.

## Опис
Обидва види цього роду є відносно великими манакінами, завдовжки 14,5 см, з виразними, вигнутими вперед, червоними лобовими гребенями та довгими хвостами.

## Види
- Манакін малиновоголовий (Antilophia galeata)
- Манакін арарипський (Antilophia bokermanni)